# Citorek Timur
Citorek Timur is een bestuurslaag in het regentschap Lebak van de provincie Banten, Indonesië. Citorek Timur telt 2612 inwoners (volkstelling 2010).